# Carmen (Surigao del Sur)
Carmen es un municipio filipino de quinta categoría, situado en la parte nordeste de la isla de Mindanao. Forma parte de la provincia de Surigao del Sur situada en la Región Administrativa de Caraga, también denominada Región XIII. Para las elecciones está encuadrado en el Primer Distrito Electoral.

## Geografía
Situado en el norte de la provincia, 25 km al noroeste  de la ciudad de Tandag,  capital de la provincia.
Linda su término al norte con el de Madrid; al sur con el de Lanuza; al este con la bahía de Lanuza en el mar de Filipinas; y al oeste con la provincia de Agusán del Sur, municipio de Sibagat.
Forma parte del CarCanMadCarLan, agrupación de cinco municipios: Carrascal, Cantilán, Madrid, Carmen y Lanuza.

### Barrios
El municipio  de Carmen se divide, a los efectos administrativos, en 8 barangayes o barrios, conforme a la siguiente relación:
| - Población - Santa Cruz | - Puyat - Antao | - Cancaván - Esperanza | - Hinapuyán (Sayoron) - Gacub |

### Comunicaciones
Su Población se encuentra en la S00300 Carretera de Surigao a Dávao por la costa (Surigao-Davao Coastal Rd) entre las localidades de Lanuza, al este y Madrid, al oeste.